# Chu Sang-mi
Chu Sang-mi (n.9 de mayo de 1973-) es una actriz surcoreana.

## Carrera
Junto con Lee Byung-hun y Choi Ji-woo, protagonizó la película Everybody Has Secrets, tomando el papel de la hermana mayor del trío.
En enero de 2022 se unió al elenco recurrente de la serie Tracer donde da vida a Min So-jeong.

## Filmografía

### Series
- 1997: New York Story (SBS)
- 1998: Lie (KBS)
- 1998: Sunflower  (MBC)
- 1999: Invitation (KBS)
- 2003: Yellow Handkerchief (KBS)
- 2003: Age of Warriors (KBS)
- 2005: Let's Get Married (MBC)
- 2005: Lawyers (MBC)
- 2006: Love and Ambition (SBS)
- 2007: Snow in August (SBS)
- 2008: My Woman (MBC)
- 2009: City Hall (SBS)
- 2022: Tracer (Wavve, MBC)

### Cine
- 1996: A Petal
- 1997: The Contact
- 1998: The Soul Guardians
- 2000: Interview
- 2001: Say Yes
- 2002: On the Occasion of Remembering the Turning Gate
- 2003: A Smile
- 2004: Everybody Has Secrets
- 2004: Twentidentity short - Under a Big Tree
- 2005: My Right to Ravage Myself
- 2006: See You After School (cameo)
- 2006: Ssunday Seoul (cameo)
- 2007: The Wonder Years